# Aidenor Aires
Aidenor Aires Pereira (Riachão das Neves, 30 de maio de 1946) é poeta brasileiro, radicado em Goiânia. Por sua importância cultural para o estado de Goiás, recebeu em o título de "Cidadão Goiano" da Assembleia Legislativa daquele estado, no ano de 2009.

## Biografia
Filho de Wilton Santos e de Valeriana Aires Pereira, após cursar as primeiras letras na cidade natal, mudou-se para Goiânia, onde completou a formação na Escola Técnica Federal. Depois cursou o Liceu de Goiânia e bacharelou-se em Letras pela Universidade Católica de Goiás e, mais tarde, em Direito.
Trabalhou na advocacia e no magistério, quando por concurso integrou o Ministério Público até sua aposentadoria.
Membro da Academia Goiana de Letras e da Academia Goianiense de Letras. Atual presidente do Instituto Histórico e Geográfico de Goiás.
Por seu livro Reflexões do conflito, de 1970, escrito em parceria com Gabriel Nascente, passou a pertencer ao grupo pós-GEN, ou Novo Grupo de Escritores Novos. Detentor de diversos prêmios de poesia, entre eles, o Fernando Chinaglia  de 1978 e o prêmio Bienal Nestlé de Literatura Brasileira de 1986. É um dos fundadores da Academia Goianiense de Letras.

## Livros Publicados
- Reflexão do Conflito, Goiânia: Departamento Estadual de Cultura de Goiás, 1970;
- Itinerário da Aflição, Goiânia: Oriente, 1973. Prêmio Bolsa de Publicações Hugo de Carvalho Ramos;
- Lavra do Insolúvel,  Goiânia: Oriente, 1974. Prêmio Bolsa de Publicações Hugo de Carvalho Ramos;
- Rio Interior, Goiânia: Líder, 1977. Prêmio Fernando Chinaglia;
- Amaragrei. Brasília: Ipiranga, 1978. 1º lugar no 3º Concurso Nacional de Literatura de Goiás;
- Canto do Regresso, Goiânia: Edição do Autor, 1979;
- Tuera – elegia carajá, Brasília: Thesaurus, 1980;
- Aprendiz de Desencantos, Goiânia: Inigraf, 1982;
- Os Deuses são Pássaros do Vento. Goiânia: Cerne, 1984; Prêmio Bolsa de Publicações Hugo de Carvalho Ramos, 1984;
- Via Viator. São Paulo, Melhoramentos, 1986. Prêmio Bienal Nestlé.
- Na Estação das Aves, 1973;
- O Canto do Regresso, 1979;
- A Árvore do Energúmeno, contos, 2001; Via Viator, 1986;
- O Dia Frágil, 2005; Seleta Poética, antologia, 2005; XV Elegias, 2007;
- Seiva Resguardada, tradução, 2007.